# Platja de Sant Adeodat
La platja de Sant Adeodat o Binicodrell està situada a l'illa de Menorca i concretament al sud del municipi des Migjorn Gran.
Està a 4 quilòmetres d'Es Migjorn Gran, situada entre l'illot de Binicodrell, i sa Punta negra; fa frontera amb la platja de Sant Tomàs, i la urbanització del mateix nom. És una platja on hi ha apartaments i hotels a prop, i terres de cultiu.
Aquesta platja en forma de U, és totalment oberta a la mar. Té molts de banyistes locals i turistes, ja que les seves aigües són tranquil·les i cristal·lines. Des d'aquesta platja es pot fer una excursió fins a sa cova des Coloms, més coneguda com la Catedral.